# SN 2003hf
SN 2003hf – supernowa typu II odkryta 14 sierpnia 2003 roku w galaktyce UGC 10586. W momencie odkrycia miała maksymalną jasność 18,40m.